# オブジェ
オブジェ (仏：Objet)は、事物、物体、対象などの意味を持つ、英語ではobject(オブジェクト)にあたる言葉。
主に美術用語として用いられ、(フランス語や英語ではObjet d'art)その場合には自然物、工業製品、廃品、日用品など、またはそれを使用して作られた立体作品をさす。ダダイスムとシュルレアリスムでの使用が顕著。

## 思想としてのオブジェ
仏文学者の澁澤龍彦が好んで用いた概念。人間を物自体としてとらえるその考え方は、マゾヒズムの基盤ともなる思想であり、その中ではあらゆる存在が唯物論的観点の元で対等になる。さらにそこへ美という観念を加え、その対象をオブジェと称した。